# Nekhvorosxanski
Nekhvorosxanski - Нехворощанский (rus) - és un khútor del krai de Krasnodar, a Rússia. Es troba a la vora esquerra del Txelbas, davant de Léninski. És a 37 km al sud-est de Tikhoretsk i a 126 km al nord-est de Krasnodar.
Pertany a l'stanitsa de Khopiórskaia.